# Remember Me (альбом Oh My Girl)
Remember Me (с англ. — «Запомни Меня»; кор. 비밀정원) — шестой мини-альбом южнокорейской гёрл-группы Oh My Girl. Был выпущен 10 сентября 2018 года лейблом WM Entertainment и распространен Kakao M. альбом содержит пять песен, в том числе ведущий сингл «Remember Me».

## Релиз и промоушен
21 августа 2018 года агентство Oh My Girl's WM Entertainment сообщило, что группа недавно завершила съемку музыкального видео для возвращения, запланированного на следующий месяц.
 Вечером 10 сентября в ознаменование выхода нового альбома была проведена демонстрация. Remember Me шестой мини-альбом группы, выпущенная в версиях «Pink» и «Violet». На следующий день после официального релиза альбома, Oh My Girl выступили с «Remember Me» на музыкальной программе The Show. Они выиграли свою вторую победу на музыкальном шоу в той же программе 18 сентября.

## Коммерческий успех
Альбом дебютировал на третьем месте в недельном альбомном чарте Южной Кореи Gaon и на восьмом месте в ежемесячном альбомном чарте Gaon, продав 21 911 к концу сентября. Заглавный трек также достиг номера 36 на цифровой диаграмме Gaon и под номером 4 на диаграмме загрузки Gaon.

## Трек-лист
| №                   | Название                  | Текст песни                                    | Музыка                                          | Arrangement              | Длительность |
| ------------------- | ------------------------- | ---------------------------------------------- | ----------------------------------------------- | ------------------------ | ------------ |
| 1.                  | «Remember Me» (불꽃놀이)  | Seo Ji-eum Mimi                                | Steven Lee Caroline Gustavsson                  | Steven Lee               | 3:15         |
| 2.                  | «Echo» (메아리)           | Seo Ji-eum Mimi                                | Hyuk Shin MRey Courtney Woolsey                 | MRey                     | 3:33         |
| 3.                  | «Twilight»                | Seo Ji-eum Mimi                                | Command Freaks Onestar (MonoTree) Krysta Youngs | Command Freaks           | 3:33         |
| 4.                  | «Illusion»                | Seo Ji-eum                                     | David Amber Mayu Wakisaka                       | David Amber              | 3:44         |
| 5.                  | «Our Story» (우리 이야기) | Choo Dae-kwan (MonoTree) Son Ko-eun (MonoTree) | Choo Dae-kwan (MonoTree)                        | Choo Dae-kwan (MonoTree) | 3:57         |
| Общая длительность: | Общая длительность:       | Общая длительность:                            | Общая длительность:                             | Общая длительность:      | 18:02        |

## Чарты
| Чарты (2018)            | Высшая позиция |
| ----------------------- | -------------- |
| Республика Корея (Gaon) | 3              |
| США (Billboard)         | 13             |